# Kostel svatého Jakuba Staršího (Telč)
Kostel svatého Jakuba Staršího je římskokatolický chrám ve městě Telč v okrese Jihlava. Je chráněn jako kulturní památka České republiky.
První zmínka o faře v Telči se vztahuje k roku 1372, k roku 1386 je připomínám požár, který, mimo jiné, zničil také farní kostel. V první polovině 15. století je zmiňován havarijní stav chrámu, který byl zřejmě opraven ve 40. a 50. letech 15. století. Tehdy byl přestavěn do současné dvoulodní gotické podoby s 50 metrů vysokou hranolovou věží přimykající se k severní straně kněžiště. V 17. století vznikly raně barokní přístavby (krypta, sakristie, kaple), z roku 1737 pochází zastřešená chodba křížové cesty mezi kostelem a sousedním zámkem. Na konci 19. století došlo k puristickým úpravám chrámu, kdy byla zbořena většina přístavků ze 17. století, kostel také obdržel novogotický oltář. Kvůli náklonu věže a trhlinám ve zdivu byl v letech 1961–1988 uzavřen, během této doby došlo k jeho statickému zajištění.
Kolem kostela se do 70. let 17. století nacházel hřbitov.
Je farním kostelem telčské farnosti.